# Dion Phaneuf
Dion Phaneuf (né le 10 avril 1985 à Edmonton en Alberta au Canada) est un joueur professionnel canadien de hockey sur glace. Il est défenseur des Kings de Los Angeles.

## Carrière

### En club
Dion Phaneuf commence sa carrière de joueur en junior en 2001-2002 en jouant dans la Ligue de hockey de l'Ouest pour les Rebels de Red Deer. Il participe avec l'équipe LHOu au Défi ADT Canada-Russie en 2003 et 2004. En 2003, il est choisi en première ronde du repêchage d'entrée dans la Ligue nationale de hockey en tant que 9e choix.
En 2003-2004, il est nommé dans l'équipe type de la Ligue canadienne de hockey — équipe des meilleurs joueurs des trois ligues mineures : la LHOu, la Ligue de hockey de l'Ontario et la Ligue de hockey junior majeur du Québec. Puis, il reçoit le prix du meilleur défenseur — le Trophée Bill Hunter Memorial — de la LHOu et est nommé dans l'équipe type de la LHOu ainsi que dans celle de la LCH. Il recevra également ce trophée lors de la saison suivante.
Phaneuf fait ses débuts dans la LNH en 2005-2006 avec les Flames, le 5 octobre au cours d'une défaite 6 buts à 3 contre le Wild du Minnesota. Cinq jours plus tard, il inscrit son premier but et réalise sa première aide contre l'Avalanche du Colorado.
Reconnu meilleure recrue du mois de novembre, il est le troisième défenseur qui inscrit plus de 20 buts lors de sa première saison. Par la même occasion, il bat le record de 18 buts, détenu par le défenseur Gary Suter pour les Flames lors de sa première saison.
La saison d'après, il est sélectionné pour jouer le 55e Match des étoiles de la LNH. À l'occasion de ce Match des étoiles, un sondage est réalisé sur 141 joueurs de la LNH. Ce sondage désigne Phaneuf comme celui qui effectue les mises en échec les plus viriles de toute la ligue. Au cours du match, il marque le plus long but dans un filet désert de l'histoire des Matchs des étoiles lorsque son dégagement en zone centrale le long des bandes dévie subitement et le palet roule jusqu'au filet vacant de la Conférence de l'Est.
Le 31 janvier 2010, il est échangé aux Maple Leafs de Toronto, avant d'être nommé capitaine pour la saison 2010-2011. Le 31 décembre 2013, il prolonge son contrat avec les Maple Leafs pour 7 ans avec un montant de 49 millions de dollars.
Le 9 février 2016,  il est échangé aux Sénateurs d'Ottawa en compagnie de Cody Donaghey, Casey Bailey, Ryan Rupert et Matt Frattin contre Jared Cowen, Colin Greening, Milan Michálek, Tobias Lindberg et un choix de deuxième tour au repêchage de 2016.

### En équipe nationale
Dion Phaneuf a représenté le Canada lors des compétitions suivantes : 
Championnat du monde junior
- 2004 :  médaille d'argent. Il est alors nommé dans l'équipe des meilleurs joueurs du tournoi.
- 2005 :  médaille d'or. Il est une nouvelle fois nommé dans l'équipe des meilleurs joueurs du tournoi. De plus, il est élu meilleur défenseur du tournoi.

## Trophées et honneurs personnels
- Ligue junior

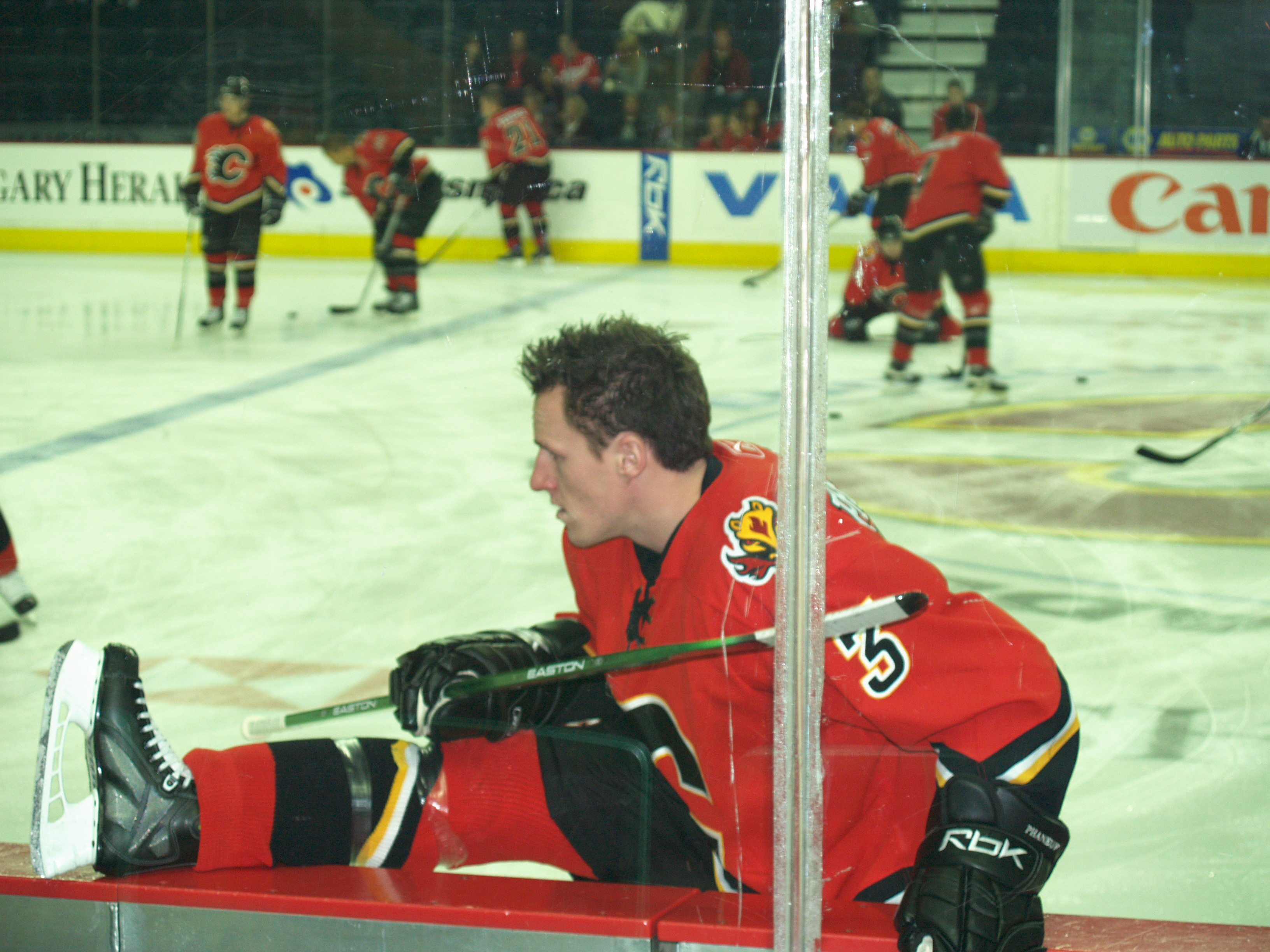
Dion Phaneuf

  - Première équipe d'étoiles de la Ligue canadienne de hockey (2004)
  - Trophée Bill Hunter Memorial en tant que meilleur défenseur de la ligue en 2004 et 2005
- Ligue nationale de hockey
  - Recrue du mois de novembre en 2005
  - Sélectionné pour le 55e Match des étoiles

## Statistiques

### En club
| Saison     | Équipe                 | Ligue      |       | Saison régulière | Saison régulière | Saison régulière | Saison régulière | Saison régulière |   | Séries éliminatoires | Séries éliminatoires | Séries éliminatoires | Séries éliminatoires | Séries éliminatoires |
| Saison     | Équipe                 | Ligue      | PJ    | B                | A                | Pts              | Pun              | PJ               | B | A                    | Pts                  | Pun                  |                      |                      |
| 2001-2002  | Rebels de Red Deer     | LHOu       | 67    | 5                | 12               | 17               | 170              | 21               | 0 | 2                    | 2                    | 14                   |                      |                      |
| 2002-2003  | Rebels de Red Deer     | LHOu       | 71    | 16               | 14               | 30               | 185              | 23               | 7 | 7                    | 14                   | 34                   |                      |                      |
| 2003-2004  | Rebels de Red Deer     | LHOu       | 62    | 19               | 24               | 43               | 126              | 19               | 2 | 9                    | 11                   | 30                   |                      |                      |
| 2004-2005  | Rebels de Red Deer     | LHOu       | 55    | 24               | 32               | 56               | 73               | 7                | 1 | 4                    | 5                    | 12                   |                      |                      |
| 2005-2006  | Flames de Calgary      | LNH        | 82    | 20               | 29               | 49               | 93               | 7                | 1 | 0                    | 1                    | 7                    |                      |                      |
| 2006-2007  | Flames de Calgary      | LNH        | 79    | 17               | 33               | 50               | 98               | 6                | 1 | 0                    | 1                    | 7                    |                      |                      |
| 2007-2008  | Flames de Calgary      | LNH        | 82    | 17               | 43               | 60               | 182              | 7                | 3 | 4                    | 7                    | 4                    |                      |                      |
| 2008-2009  | Flames de Calgary      | LNH        | 80    | 11               | 36               | 47               | 100              | 5                | 0 | 3                    | 3                    | 4                    |                      |                      |
| 2009-2010  | Flames de Calgary      | LNH        | 55    | 10               | 12               | 22               | 49               | -                | - | -                    | -                    | -                    |                      |                      |
| 2009-2010  | Maple Leafs de Toronto | LNH        | 28    | 2                | 8                | 10               | 34               | -                | - | -                    | -                    | -                    |                      |                      |
| 2010-2011  | Maple Leafs de Toronto | LNH        | 66    | 8                | 22               | 30               | 88               | -                | - | -                    | -                    | -                    |                      |                      |
| 2011-2012  | Maple Leafs de Toronto | LNH        | 82    | 12               | 32               | 44               | 92               | -                | - | -                    | -                    | -                    |                      |                      |
| 2012-2013  | Maple Leafs de Toronto | LNH        | 48    | 9                | 19               | 28               | 65               | 7                | 1 | 2                    | 3                    | 6                    |                      |                      |
| 2013-2014  | Maple Leafs de Toronto | LNH        | 80    | 8                | 23               | 31               | 144              | -                | - | -                    | -                    | -                    |                      |                      |
| 2014-2015  | Maple Leafs de Toronto | LNH        | 70    | 3                | 26               | 29               | 108              | -                | - | -                    | -                    | -                    |                      |                      |
| 2015-2016  | Maple Leafs de Toronto | LNH        | 51    | 3                | 21               | 24               | 67               | -                | - | -                    | -                    | -                    |                      |                      |
| 2015-2016  | Sénateurs d'Ottawa     | LNH        | 20    | 1                | 7                | 8                | 23               | -                | - | -                    | -                    | -                    |                      |                      |
| 2016-2017  | Sénateurs d'Ottawa     | LNH        | 81    | 9                | 21               | 30               | 100              | 19               | 1 | 4                    | 5                    | 17                   |                      |                      |
| 2017-2018  | Sénateurs d'Ottawa     | LNH        | 53    | 3                | 13               | 16               | 34               | -                | - | -                    | -                    | -                    |                      |                      |
| 2017-2018  | Kings de Los Angeles   | LNH        | 26    | 3                | 7                | 10               | 15               | 4                | 0 | 1                    | 1                    | 4                    |                      |                      |
| 2018-2019  | Kings de Los Angeles   | LNH        | 67    | 1                | 5                | 6                | 53               | -                | - | -                    | -                    | -                    |                      |                      |
| Totaux LNH | Totaux LNH             | Totaux LNH | 1 048 | 137              | 357              | 494              | 1 345            | 55               | 7 | 14                   | 21                   | 49                   |                      |                      |

### En équipe nationale
| Année | Compétition                 |   | PJ | B | A | Pts | Pun | +/-               |  | Résultats |
| 2004  | Championnat du monde junior | 6 | 2  | 2 | 4 | 29  | +6  | Médaille d'argent |  |           |
| 2005  | Championnat du monde junior | 6 | 1  | 5 | 6 | 14  | +7  | Médaille d'or     |  |           |
| 2007  | Championnat du monde        | 7 | 0  | 8 | 8 | 2   | +1  | Médaille d'or     |  |           |
| 2011  | Championnat du monde        | 7 | 0  | 3 | 3 | 8   | +1  | Cinquième place   |  |           |
| 2012  | Championnat du monde        | 8 | 2  | 0 | 2 | 4   | +8  | Cinquième place   |  |           |